# Фрідріх Веттер
Фрідріх Веттер (нім. Friedrich Wetter; нар. 20 лютого 1928, Ландау, Німеччина) — німецький кардинал. Єпископ Шпаєра з 28 травня 1968 по 28 жовтня 1982. Архієпископ Мюнхена і Фрайзінга з 28 жовтня 1982 по 2 лютого 2007. Апостольський адміністратор Мюнхена і Фрайзінга з 2 лютого 2007 по 2 лютого 2008. Кардинал-священник із титулом церкви Санто-Стефано аль Монте Челіо з 25 травня 1985 року.